# Żmija irańska
Żmija irańska (Montivipera latifii) – gatunek jadowitego węża z rodziny żmijowatych (Viperidae), występujący endemicznie w Iranie. Dotychczas nie zostały rozpoznane żadne podgatunki tego węża.

## Opis
Maksymalna długość samców żmii irańskiej wynosi 78 cm, samice mają wielkość około 70 cm.
Holotyp: SMF 62585.

## Występowanie
Północny Iran w dolinie rzeki Lar, w górach Elburs, na południowy zachód od szczytu Demawend, na północny wschód od Teheranu. Wąż żyje na terenach skalistych, na wysokościach od 2180 do 2900 metrów.

## Status zagrożenia
W Czerwonej księdze gatunków zagrożonych IUCN żmija irańska jest klasyfikowana jako gatunek zagrożony (EN, Endangered). Obszar zajmowany przez ten gatunek prawdopodobnie nie przekracza 500 km². Być może całkowita populacja węża liczy mniej niż 2000 dorosłych osobników. Trend liczebności populacji jest spadkowy.